# Велика Лодина
Велька Лодіна (словац. Veľká Lodina) — село в окрузі Кошиці-околиця Кошицького краю Словаччини. Площа села 19,72 км². Станом на 31 грудня 2016 року в селі проживало 283 жителі.

## Історія
Перші згадки про село датуються 1423 роком.

## Населення
| Рік:            | 1994. | 2004.    | 2014.   | 2024.    |
| --------------- | ----- | -------- | ------- | -------- |
| Кількість осіб: | 226   | 253      | 274     | 321      |
| Різниця:        |       | +11,94 % | +8,30 % | +17,15 % |

| Рік:            | 2023. | 2024.   |
| --------------- | ----- | ------- |
| Кількість осіб: | 318   | 321     |
| Різниця:        |       | +0,94 % |